# Banquete

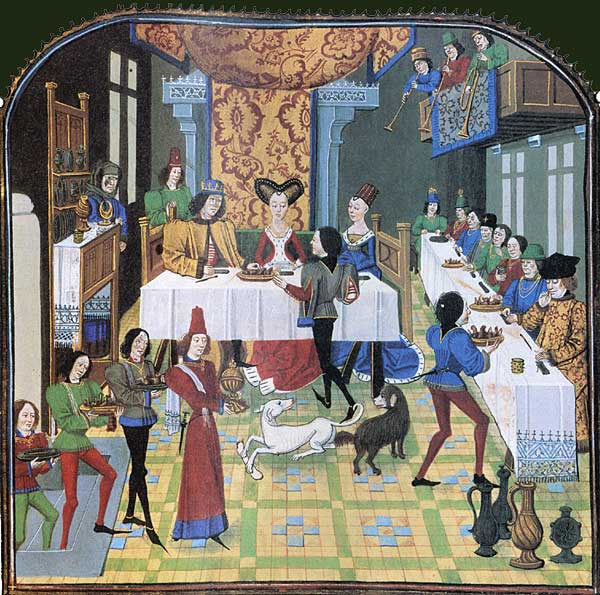
Um banquete francês do século XV.

Banquete é uma grande refeição, festiva e pomposa. Usualmente inclui diversas entradas, pratos principais e sobremesas. A pessoa que organiza e cobre os gastos de um banquete é chamada anfitrião. Normalmente, tem como propósito uma celebração, como, por exemplo, um casamento, uma angariação de fundos para caridade, eleição ou outro.
O serviço denominado banquete também é sinônimo de serviço à francesa, sendo similares as formalidades em ambos os serviços.

## Cozinheiros de banquetes famosos
- Eduardo Pondal
- François Vatel